# Ljubov Akselrod
Ljubov Isaakovna Akselrod (ryska: Любовь Исааковна Аксельрод), född 1868 i guvernementet Vilna, död 5 februari 1946 i Moskva, var en rysk politiker.
Akselrod deltog från 1884 i revolutionsrörelsen. I talrika artiklar om socialismens teori utvecklade hon den ortodoxa marxismens filosofi gentemot metafysik, idealism och revisionism. Akselrod författade arbeten om sociologerna Auguste Comte, Herbert Spencer och andra; samt om Lev Tolstoj och Oscar Wilde.